# Museo de la Ciencia y la Tecnología PUCRS
El Museo de la Ciencia y la Tecnología PUCRS es un museo, ubicado en la ciudad de Porto Alegre, en la Avenida Ipiranga 6681, Edificio 40, Partenón en el barrio, cerca de la PUCRS. El horario de visitas es de martes a domingos de 9 a 17h. 
Se inauguró el 9 de diciembre de 1998. Es el único museo interactivo de ciencias naturales en América Latina y uno de los mejores en el mundo, que ofrece actividades para todas las edades y que muestra las zonas de atracciones de juicio sobre el universo, la Tierra, Medio Ambiente y el Hombre, entre otros. 
La exposición permanente de la esfera pública tiene alrededor de 700 experimentos interactivos, que abarca muchas áreas del conocimiento. Incluso el visitante puede participar en los experimentos que dieron lugar a los conocimientos científicos actuales. 
La colección permanente incluye varios millones de unidades y presenta una de las mejores muestra de ciencias naturales de todo el país. Estos incluyen partes de geoparque paleontológico de paleorrota, una gran exposición de aves y animales de peluche y los recursos minerales brasileños, algunas con miles de muestras.